# 白雲街道
白雲街道（はくうんがいどう）は、広州市越秀区の街道。現行行政地名は白雲街道二沙島社区、白雲街道海印社区などの社区9個がある。

## 地理
広州市越秀区の南東部に位置している。

## 行政区画
9街道を管轄する。

## 施設

### 交通
・地下鉄の駅：